# Bohnenspiel
Das Bohnenspiel ist ein altes Brettspiel, das zur Familie der Mancala-Spiele gehört. Gleichzeitig wird der Begriff in Deutschland als Gattungsbezeichnung für ganz unterschiedliche Mancala-Varianten verwendet.

## Geschichte
Das Bohnenspiel im europäischen Raum wurde erstmals von dem Spielpastor Fritz Jahn in seinem Buch Alte Deutsche Spiele (1917) beschrieben. Er berichtet darin von einer Reise, die er 1908 nach Kardis (Insel Ösel) im damals russischen Estland unternahm, wobei er einen Gutshof des Baron von Stackelberg besuchte. Dort fand er die Dublette eines Bohnenspielbretts, dessen Original bis heute im Winterpalais der Zaren, der Eremitage in Sankt Petersburg, aufbewahrt wird. Das Originalbrett war ein Geschenk des Schahs von Persien (vermutlich Aga Mohammed) für die Zarin Katharina die Große, geborene Sophie von Anhalt-Zerbst (Regierungszeit: 1762–1796). 
Die von ihm beschriebene Variante nennt Jahn Baltisches Bohnenspiel oder Kardis-Bohnenspiel, während er eine andere Variante, die auf einem um die Hälfte größeren Brett gespielt wurde, als Deutsches Bohnenspiel bezeichnet.
Ein Mancala-Spiel wurde im Raum des Deutschen Reiches erstmals von Hiob Ludolf 1699 im Lexicon Aethiopico-Latinum erwähnt. Im Schloss Weikersheim bei Bad Mergentheim existieren zwei Mancala-Spieltische aus Eichenholz aus dem Jahr 1709 (oder 1704?), welche von der Künstlerfamilie Sommer im Barockstil hergestellt wurden. Die Regeln des Weikersheimer Mancala-Spiels scheinen verloren gegangen zu sein. Dies sind die ältesten Zeugnisse für Mancala-Spiele in Deutschland, die jedoch wahrscheinlich nichts mit dem Bohnenspiel Fritz Jahns zu tun haben. Es wurde auch schon vermutet, dass die ersten Mancala-Spiele Mitteleuropa durch zurückkehrende Kreuzritter erreichten. Für diese These fehlen jedoch wissenschaftliche Belege.
Eine genaue Analyse der Spielregeln zeigt, dass das Bohnenspiel große Ähnlichkeit mit zentralasiatischen und arabischen Mancala-Spielen besitzt. Dies passt sehr gut zur Herkunftsgeschichte des Spiels. Die Ähnlichkeit zu schwarzafrikanischen Mancala-Spielen ist auffällig. Die Spielwissenschaftler Siegbert A. Warwitz und Anita Rudolf konnten das auch Wari- oder Bao-Spiel genannte Mancala auch für Togo und Ägypten dokumentieren. Es wird dort von Kindern wie Erwachsenen als Straßenspiel mit getrockneten Früchten gespielt. Von ihnen stammt auch der Hinweis, dass sich an der Cheopspyramide Mulden dieses Spiels unbestimmten Alters befinden.
Die traditionellen Hauptverbreitungsgebiete des Bohnenspiels waren im 19. Jahrhundert, so weit sie sich mit den spärlichen Quellen heute noch rekonstruieren lassen, das Baltikum, Ost- und Westpreußen und Pommern. Im Baltikum starb das Spiel nach der Oktoberrevolution durch die Enteignung, Vertreibung und Ermordung der deutschen Adelsfamilien ab 1917 aus. In den Ostgebieten des Deutschen Reiches hat das Bohnenspiel mit der Vertreibung der deutschen Bevölkerung nach 1945 aufgehört zu existieren. In der DDR erschienen mehrere Spielebücher, die das Bohnenspiel ausführlich beschreiben. Die älteste erhaltene Partie stammt von dem Dresdener Go-Pionier Bruno Rüger aus dem Jahr 1962. Bohnenspielbretter wurden in den 1980er Jahren im Werk 5 des VEB Plasticart in Annaberg-Buchholz und vom VEB Plastikspielwaren Berlin produziert, die das Spiel Sabo bzw. Badari nannten.
Heute existieren im Internet auch einfache Bohnenspiel-Programme.

## Spielregeln

### Material
| Store (0) | 6 | 6 | 6 | 6 | 6 | 6 | Store (0) |
| Store (0) | 6 | 6 | 6 | 6 | 6 | 6 | Store (0) |

Das Bohnenspielbrett besteht aus zwei Muldenreihen mit jeweils sechs Spielmulden. An den beiden Enden ist außerdem eine größere Schatzhöhle, in der die gefangenen Bohnen gesammelt werden. Jedem Spieler gehören die sechs Spielmulden auf seiner Seite des Brettes und die rechts von ihm gelegene Schatzhöhle.
Als Spielsteine dienen 72 Bohnen.

### Vorbereitung
Zu Beginn des Spiels liegen in jeder Spielmulde sechs Bohnen.

### Ziehen
In jedem Zug entleert ein Spieler eine seiner Spielmulden und verteilt dann den Inhalt einzeln, Bohne für Bohne, gegen den Uhrzeigersinn in die folgenden Spielmulden. Die Bohnen werden dabei zuerst in die eigenen, dann in die gegnerischen Spielmulden gelegt. Die Schatzhöhlen werden beim Verteilen übergangen.

### Schlagen
Wenn die letzte Bohne eine Spielmulde auf zwei, vier oder sechs Bohnen auffüllt, ist ihr gesamter Inhalt, einschließlich der letzten verteilten Bohne, gefangen. Befinden sich in einer ununterbrochenen Folge „dahinter“ (bei Mancalaspielen ist damit gegen die Zugrichtung gemeint; hier also: im Uhrzeigersinn) weitere Spielmulden mit zwei, vier oder sechs Bohnen, so wird auch ihr Inhalt geschlagen. Die gefangenen Bohnen werden in die Schatzhöhle des Spielers gelegt. Es kann sowohl auf der eigenen Bretthälfte als auch auf der gegnerischen Seite geschlagen werden.

### Spielende
Die Partie endet, wenn ein Spieler nicht mehr ziehen kann. Die Bohnen, die noch auf dem Brett sind, gehören dem Spieler, auf dessen Seite sie liegen.
Jeder Spieler versucht, mehr Bohnen zu fangen als sein Gegner. Da es insgesamt 72 Bohnen gibt, reichen 37 zum Gewinn der Partie. Fängt jeder Spieler 36 Bohnen, endet das Spiel remis.

### Notation
Es ist üblich, die Mulden von 1 bis 12 durchzunummerieren, um eine Partie zu notieren. Dabei liegen die Mulden 1–6 auf der Seite des Spielers, der die Partie beginnt.

## Historische Partien
- B. Rüger, 1962:

4,8; 6,12 (2 aus Mulde 8); 6,7; 3 (2 aus 12),7; 5,8 (2 aus 12); 4 (2 aus 7),11; 5 (2 aus 7), 11 (2 aus 12); 2, 11 (2 aus 12); 4,7; 3,8; 4 (4 aus 5),11; 1 (2 aus 2),10; 6,10 (6 aus 12); 4 (4 aus 7),8 (6 aus 11); 1 (4 aus 5),9 (2 aus 5); 3 (4 aus 10, sowie je 2 aus 9, 8, 7),12; 1,11; 1,12; 1.
Da Nord nicht mehr ziehen kann, bekommt Süd alle Bohnen, die noch auf dem Brett sind. Süd gewinnt mit 28 Punkten.
- H. Machatscheck, 1972:

3,9; 5,7 (2 aus Mulde 3); 6,8; 4?,7 (6 aus 9 plus 2 aus 8); 1,12!(2 aus 1); 2,11; 5 (2 aus 11),9 (je 4 aus 2 und 1); 3 (je 6 aus 7 und 8),11 (6 aus 12); 5,10; 3 (2 aus 5),9? (2 aus 10); 6,11 (je 4 aus 2, 1 und 12); 4,10 (je 2 aus 12 und 11); 5 (2 aus 6),7; 3,10; 4,9; 5,8 (2 aus 12); 1,9; 2,10; 3,12 (2 aus 1); 4,11; 5 (2 aus 6),12 (2 aus 1); 2 (2 aus 3).
Nord gewinnt mit 28 Punkten Vorsprung.